# Vandervelde
Vandervelde – stacja metra w Brukseli, na linii 1. Zlokalizowana jest za stacją Roodebeek i Alma. Została otwarta 7 maja 1982.